# Bavanahalli, Chiknayakanhalli
Bavanahalli là một làng thuộc tehsil Chiknayakanhalli, huyện Tumkur, bang Karnataka, Ấn Độ.